# توريبلانكا
بلدية توريبلانكا (بالإسبانية: Torreblanca)‏، هي إحدى بلديات مقاطعة كاستيلون التي تقع في منطقة بلنسية، في شرق إسبانيا.
يبلغ عدد سكانها 5.884 نسمة وفقاً لإحصائية سنة (2006).